# Січень — березень
«Січень — березень» робочі назви «До дідька! Страшні», «Ми повертаємось додому» (в міжнародному прокаті «Ugly») — копродукційний українсько-австрійський драматичний фільм 2017 року знятий Юрієм Речинським. Фільм розповідає дві паралельні історії: перша — про молоде подружжя, австрійку Ганну й українця Юру, які потрапляють в автомобільну аварію, наслідки якої стають для закоханих руйнівними; друга — про матір Ганни Марту, яка у Відні переживає розпад особистості, спричинений хворобою Альцгеймера.
Світова прем'єра стрічки відбудеться 30 січня 2017 року на Роттердамському міжнародному кінофестивалі. Фільм вийшов в обмежений прокат в Австрії 2 березня 2018 року та в в Україні 19 квітня 2018 року.

## Синопсис
Це історія про тих, хто страждає, намагається боротися, відчуває розпач, і робить все можливе, щоб знайти вихід з найтемніших глибин свого життя. Ви навіть не підозрюєте, скільки таких людей є навколо нас. Українця Юрія й австрійку Анну спіткала страшна доля – вони потрапили в автомобільну аварію, яка дуже сильно змінила їхні життя. Тепер вони мусять жити з цими наслідками. Паралельно з цим можна побачити події в долях батьків Анни у Відні. У них теж не все гладко, адже мама Марта має хворобу Альцгеймера. Ця недуга повільно, але впевнено повністю руйнує її психіку, розділяючи її на кілька особистостей. Проте навіть із таких глибин можна вибратися.

## У ролях

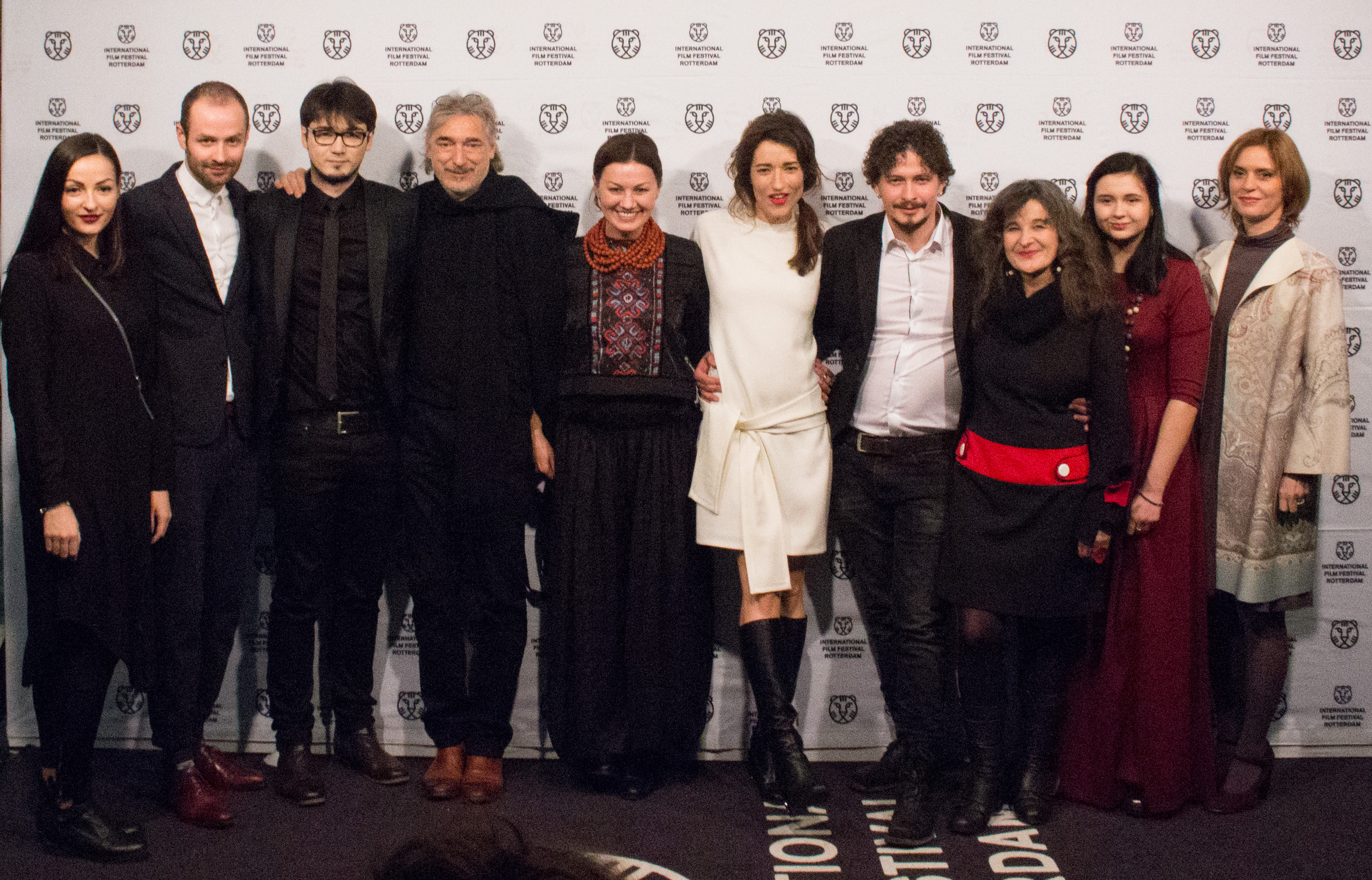

| Актор            | Роль               |
| ---------------- | ------------------ |
| Ангела Грегович  | Ганна              |
| Марія Гофштеттер | Марта (мати Ганни) |
| Дмитро Богдан    | Юра                |
| Раймунд Валліш   | Йозеф              |
| Лариса Руснак    | мати Юри           |
| Влад Троїцький   | батько Юри         |
| Валерій Бассель  |                    |

## Виробництво
Фільм «Січень — березень» було знято у 2014—2015 роках у Кривому Розі та Відні, де режисер Юрій Речинський живе і працює.

## Кошторис
Фільм «Січень — березень» (робочі назви «Ми повертаємось додому», «До дідька. Страшні») переміг на 5-му конкурсному відборі кінопроєктів Держкіно. Обсяг фінансової підтримки виробництва фільму Держкіном склав 5,07 млн. гривень або 36,86% від загального кошторису. Загальний кошторис стрічки склав 14,4 млн грн. Решту бюджету оплатили Австрійський кіноінститут та австрійський телеканал ORF.

## Реліз
Світова прем'єра фільму «Січень-березень» під міжнародною назвою «Ugly» (укр. «Страшні») відбулася 30 січня 2017 року
 на Роттердамському міжнародному кінофестивалі, де він змагався за нагороду конкурсної програми «Bright Future» («Світле майбутнє»), в якій представлено дебютні роботи молодих режисерів із власним стилем і баченням.. У липні 2017 року, стрічка також була представлено у конкурсній програмі 8-го Одеського міжнародного кінофестиваля.
Обмежений прокат в Україні планувася на грудень 2017 року, але цього не сталося. Зрештою фільм вийшов в обмежений прокат в Україні 19 квітня 2018 року.

## Нагороди й номінації
| Список нагород і номінацій               | Список нагород і номінацій | Список нагород і номінацій          | Список нагород і номінацій    | Список нагород і номінацій | Список нагород і номінацій |
| Кінопремія                               | Дата церемонії             | Категорія                           | Номінант(и)                   | Результат                  | Дж                         |
| ---------------------------------------- | -------------------------- | ----------------------------------- | ----------------------------- | -------------------------- | -------------------------- |
| Роттердамський міжнародний кінофестиваль | 5 лютого 2017              | Bright Future Award                 | «Січень — березень»           | Номінація                  | [ 11 ]                     |
| Одеський міжнародний кінофестиваль       | 2017                       | Золотий Дюк                         | «Січень — березень»           | Номінація                  | [ 13 ]                     |
| Одеський міжнародний кінофестиваль       | 2017                       | Приз за найкращий український фільм | «Січень — березень»           | Номінація                  | [ 13 ]                     |
| Премія «Золота дзиґа»                    | 19.04.2019                 | Найкраща акторка другого плану      | Лариса Руснак                 | Номінація                  | [ 14 ]                     |
| Премія «Золота дзиґа»                    | 19.04.2019                 | Найкращий звукорежисер              | Андрій Рогачов та Борис Петер | Номінація                  | [ 14 ]                     |